# Фабрикатор
Фабрикатор е комплект от уеб базирани инструменти за сътрудничество в разработване на програмно осигуряване, включвайки инструмента за проверка на код Differential, инструмента за хранилища на код Дифузия (на английски: Diffusion), управлението на бъгове Манифест (на английски: Maniphest) и уикито Phriction. Фабрикатор е интегриран с Гит, Mercurial и Subversion. „Фабрикатор“ е свободно програмно осигуряване под Лиценз на Apache 2.0.

## История
Първоначално „Фабрикатор“ е разработван като вътрешен инструмент за „Фейсбук“. Главният разработчик на „Фабрикатор“ е Еван Пристли. Пристли напуска „Фейсбук“, за да продължи разработването на „Фабрикатор“ в нова компания с името Фасилити (на английски: Phacility).
На 29 май 2021 г. „Фасилити“ обявява, че прекратява дейността си и вече няма поддържа „Фабрикатор“.

## Потребители
Потребителите на „Фабрикатор“ включват:
- Уикимедия[9]
- Asana[7]
- Blender[10]
- Дискорд[11]
- Dropbox[7]
- Фейсбук[7]
- FreeBSD[12]
- GPG[13]
- KDE[14]
- LLVM/Clang/LLDB[15]
- AngularJS
- MemSQL[7]
- Quora[7]
- Убър[7]

## Галерия
- Начална страница на фабрикатор
- Създаване на задача
- Продължителна интеграция във Фабрикатор
- Някои проекти във Фабрикатор